# Романюк, Михаил Фёдорович
Михаи́л Фёдорович Романю́к (3 января 1944, Ковали, Брагинский район Гомельской области — 4 сентября 1997, Минск) — известный белорусский этнограф, этнолог, искусствовед, художник. Кандидат искусствоведения, профессор Белорусской академии искусств, заведующий кафедрой истории и теории искусств, крупнейший исследователь материальной культуры белорусов XIX — XX веков. Отец Дениса Романюка, дизайнера и этнографа.

## Биография
Родился в крестьянской семье. Отец погиб на фронте во время Второй мировой войны. В 1951 году из-за нехватки средств мать с детьми переехала жить к родственникам в деревню Старинки Дзержинского района Минской области.
В 1959 году переехал жить в Минск.
В 1959—1963 годах учился в Минском технологическом техникуме по специальности «Моделирование и конструирование мужской верхней одежды», по окончании получил квалификацию конструктора-модельера. Во время учебы работал портным, а позже — закройщиком мужской одежды.
В 1963 году М. Романюк поступал в Белорусский государственный театрально-художественный институт (ныне Белорусская государственная академия искусств), но не прошел по конкурсу и был зачислен вольнослушателем, а в октябре 1964 года, с учетом успешной учебы, был зачислен сразу на второй курс по специальности «Художественное моделирование трикотажных и швейных изделий». После окончания института (1971) получил квалификацию «художник-модельер».
В 1964–1967 годах служил в Советской Армии.
В 1969 году совершил первую этнографическую экспедицию на купленном специально для этой цели мопеде.
В 1971–1974 годах учился в аспирантуре Белорусского государственного театрально-художественного института. С 1974 года работал преподавателем кафедры истории и теории искусств, языка и литературы. В 1975 году защитил кандидатскую диссертацию «Народный костюм белорусского Полесья (конец XIX — начало XX века)» и в 1976 году получил учёную степень кандидата искусствоведения.
В 1978 году вступил в Союз художников СССР.
С 1980 по 1982 год был депутатом Совета народных депутатов Первомайского района Минска.
В 1981 году опубликовал авторский альбом «Белорусская народная одежда».
В 1982 году основал журнал «Мастацтва Беларусi», где был главным редактором (1982–1984).
В 1983–1987 годах возглавлял комиссию по работе с народными мастерами Союза художников Беларуси.
В 1984–1997 годах — заведующий кафедрой истории и теории искусств в Белорусской академии искусств.
За 1992–1996 годы М. Романюк создал более 350 художественно-графических реконструкций «Белорусский национальный наряд».
В 1996 году в Национальном художественном музее Республікі Беларусь прошла персональная выставка «Белорусский национальный костюм».
4 сентября 1997 года безвременная смерть от рака прервала творческие планы М. Романюка. Похоронен по собственному желанию на кладбище в д. Старинки Дзержинского района.

## Научная и творческая деятельность
Начиная с конца 1960-х годов М. Романюк за собственные деньги осуществил около 100 этнографических экспедиций, плодами которых стали более 130 реконструкций традиционных костюмов белорусов.
Его путевые дневники насчитывают около десятка томов. Он фотографировал, делал заметки, зарисовывал, исследовал народную одежду, деревенскую архитектуру и интерьер, мебель и орудия труда, произведения народной живописи и скульптуры, изделия из ткани, керамики и соломки, надгробия и другие артефакты белорусского культурного наследия, а также белорусские обряды: семейные (свадьба, крещение, проводы в армию, поклонение крестам-оберегам, похороны, поминки) и календарные (Вербница, Купалье, Троица и другие). Изучал ремесла: ткачество, изготовление сундуков, соломоплетение, гончарство, кузнечное дело, деревообработка, бортничество… Изучал духовный мир деревенских жителей через устное народное творчество (слова, песни, пословицы, легенды). Составил словарь одежды, аутентичных названий различных вещей и явлений из народной среды.
Фотоархив ученого насчитывает более 50 000 черно-белых негативов и цветных слайдов, сделанных им самим. На свои личные средства Михаил Романюк собрал коллекции народной одежды, ткачества, керамики, пряслиц, народной живописи, изделий из соломки и лозы, а также других произведений и изделий народных промыслов. Одновременно собирались коллекции современного искусства и старинной фотографии. Архив Михаила Романюка насчитывает более 100 тысяч единиц уникального этнографического материала; путевые дневники составляют десятки томов.
Одним из наиболее известных результатов работы является фундаментальный альбом «Белорусская народная одежда» (Мн., 1981 - 473 с.: илл.), ставший эпохальным событием в истории европейской этнографии. М. Романюк на основе научного анализа региональных и местных особенностей одежды впервые в истории искусствоведения, этнологии и декоративно-прикладного искусства осуществил художественно-этнографическое районирование белорусского национального костюма по признакам, характерным для различных регионов страны, по их декоративным, композиционно-орнаментальным, колористическим, пластическим особенностям. Он первым установил и ввел в научный оборот классификацию крестьянской одежды по народному костюму, обозначившую традиционный комплекс одежды для каждого региона Беларуси.
Костюмы определяются автором согласно выделенным им же этнографическим регионам Белоруссии:
- Западное Полесье
- Восточное Полесье
- Приднепровье
- Центральная Белоруссия
- Понеманье и Наддвинье

Фотографии, опубликованные в альбоме, имеют не только этнографическую, но и художественную ценность. В этой работе автору-фотографу удалось соединить научный опыт с художественным мышлением. Этнографическая фотография Михаила Романюка сохранила для нас типажи белорусов, одетых в аутентичную одежду и умело вписанных в пейзаж белорусской деревни XX века.
Логическим продолжением работы ученого стало создание художественно-графических реконструкций «Беларускія народныя строі», в которых многолетние кропотливые исследования, анализ собственных и архивных материалов были успешно преобразованы в эстетическую форму. За 1992–1996 годы М. Романюк с помощью жены Натальи Соколовой нарисовал более 350 работ! Рисунки были выполнены на бумаге гуашью и акварелью. В 1996 году они явились основой персональной выставки «Белорусский национальный костюм» в Национальном художественном музее Республики Беларусь. На ней впервые были продемонстрированы синтезированные результаты деятельности художника, фотографа, ученого-исследователя и реставратора в одном лице. На выставке было представлено 100 художественно-графических реконструкций. Такими, какими их представил М. Романюк, они уже и останутся, потому что он был, пожалуй, последним из ученых, кто видел и изучал народную одежду в обиходе. Экспозицию выставки дополняли карта историко-этнографических регионов Беларуси, впервые иллюстрированная традиционными национальными нарядами, а также фотографии из многочисленных экспедиций и изображения 12 почтовых марок и 3 открыток серии «Белорусская национальная одежда», выпущенных РГО «Белпочта» (1995–1997).
Выставка получила широкое общественное признание, отразившееся в десятках рецензий в республиканских журналах и газетах. Объективной оценкой этой работы стало присуждение «Премии года за выдающиеся достижения в области искусства» (1996).
В 2003 году художественно-графические реконструкции впервые были опубликованы в книге. Небольшое сувенирное издание «Белорусские национальные наряды» (Денис Романюк, Минск, 2003) вместило в себя 62 изображения. Книга имела большой успех и была удостоена пяти наград на международных и республиканских конкурсах. В 2014 году было осуществлено ее переиздание, тираж которого успешно разошелся.
Важная часть многолетней творческой работы Михаила Романюка — статьи и иллюстрации в энциклопедиях: «Белорусская советская энциклопедия», «Энциклопедия литературы и искусства Белоруссии», «Этнография Белоруссии».
Профессор М. Романюк около 30 лет работал в Белорусской академии художеств, сначала как преподаватель, а в 1984–1997 годах — как заведующий кафедрой истории и теории искусств.
В 1992 году благодаря его неустанным усилиям удалось осуществить первый набор на отделение искусствоведения дневной формы обучения. Так он стал основателем и первым руководителем высшей школы искусствоведения в Беларуси.
В академии М. Романюк преподавал курсы зарубежного и отечественного искусства, историю костюма белорусов и народов мира, историю материальной и духовной культуры Беларуси.
За время работы получил следующие ученые звания: в 1981 году — ученое звание доцента кафедры истории и теории искусства, языка и литературы, в 1995 году — ученое звание профессора кафедры истории и теории искусства.
Является автором следующих учебных программ:
- История материальной и духовной культуры Беларуси. Программа по специальностям: художественное оформление изделий текстильной и легкой промышленности; декоративно-прикладное искусство; дизайн; интерьер и оборудование; дизайн выставок и рекламы. — Минск: БелАИ, 1991.
- Белорусский народный костюм. Программа для специализаций: моделирование костюма; художественное оформление текстильных изделий. — Минск: БелАИ, 1993.
- История специальности (Белорусский народный текстиль). Программа по специальности: художественное оформление изделий текстильной и легкой промышленности. — Минск: БелАИ, 1995.
- Теория и история критики искусства. Программа по специальности: искусствоведение. — Минск: БелАИ, 1995.

Участвовал в создании экспозиции Заславского музея ремесел и народных промыслов (1977). Как художник создавал сценические костюмы для Государственного академического народного хора Беларуси (1974), Ансамбля танца Беларуси, многочисленных самодеятельных коллективов, консультировал костюмеров «Беларусьфильма».
В 1981 году Михаил Романюк стал организатором выставки «Белорусский национальный костюм» в Минске, которая позже демонстрировалась в Париже и Лионе во Франции, где к ней был издан каталог «Costume nationales Belorusse» (Paris, 1981).
22–27 августа 1996 года состоялась последняя экспедиция, а уже в сентябре тяжелая болезнь помешала полноценной работе.
Последний год своей жизни М. Романюк посвятил подготовке монографии «Белорусские народные кресты», которая увидела свет через три года (2000). Книга стала первым исследованием в Беларуси, где на собственном документальном материале столь широко и подробно представлены погребальный, поминальный и так называемый «абракальны» обряды, а также пластика надгробий. Ученый впервые систематизировал и классифицировал традиционные кресты и надгробия по их регионально-типологическим особенностям, описал представления белорусов о переходе человека из реальной жизни в мир мертвых и связанные с этим обычаи, обряды и ритуалы.
Среди проектов, которые М. Романюк не успел осуществить, — история белорусской фотографии. В наследство он оставил частично готовые к изданию монографии: «Белорусские расписные ковры», «Белорусские расписные сундуки», «Белорусские инситные художники» и новый, большой альбом «Белорусские народные наряды».
За последние годы произведения М. Романюка стали хрестоматийными. Их совершенные изображения украшают музейные экспозиции, публикуются в энциклопедиях и многочисленных изданиях по этнографии, истории и культуре. Они также изображаются в календарях, на открытках, упаковках шоколада, многочисленной сувенирной продукции, представляющей страну… Открытия М. Романюка в области костюма многие художники, графики и скульпторы Беларуси используют и в своей творческой практике, и при создании костюмов для сцены.
По широте и объему исследований М. Романюк не имел себе равных, выполняя в одиночку то, что под силу выполнить большой команде. Он останется последним классическим этнографом в Беларуси. Такую коллекцию произведений народной культуры, которую он начал собирать с конца 1960-х годов, уже никто не соберет.

## Семья
Жена Наталья Михайловна Соколова имела образование архитектора и всегда помогала мужу в реализации его профессиональных планов. Она помогала систематизировать материалы, собранные во время полевых экспедиций, а также участвовала в создании серии художественно- графических реконструкций белорусских национальных костюмов, подготовке к изданию одноименной серии почтовых марок и открыток. Семья вырастила сына Дениса Романюка (известный книгоиздатель, фотохудожник, дизайнер, художник) и дочь Алесю Романюк (искусствовед, кандидат наук, преподаватель).

## Награды
• На XIV Межреспубликанском конкурсе искусства книги Белорусской ССР, Литовской ССР, Латвийской ССР и Эстонской ССР (Вильнюс, 1982) присуждены два диплома:
- диплом II степени как автору-фотографу альбома «Белорусская народная одежда» издательства «Беларусь» (Минск, 1981);
- диплом III степени за открытки «Белорусская народная одежда».
• Диплом Союза художников СССР (Москва, 1982) за книгу «Белорусская народная одежда» издательства «Беларусь» (Минск, 1981) как за лучшую искусствоведческую работу 1981 года.
• Диплом II степени (1982) Государственного комитета Совета Министров БССР по делам издательств, полиграфии и книжной торговли.
• Диплом II степени за создание комплекта открыток «Белорусская народная одежда» (1981) в Белорусском республиканском конкурсе на лучшее издание по художественно-техническому оформлению и полиграфическому исполнению.
• Лауреат Премии 1996 года «За выдающиеся достижения в области искусства».
• «Золотой фолиант» Национального конкурса «Искусство книги – 2019» в персональной номинации «Мастерство – лучший фотохудожник» — за сохранение и популяризацию традиционной культуры белорусов в фотографиях для книг «Белорусская народная одежда» и «Белорусские народные кресты».

## Монографии и издания
• Беларускае народнае адзенне. — Мінск : Беларусь, 1981.
• Costume nationals Bielarusse  («Белорусский национальный костюм», на франц. языке). — Париж, 1981.
• Беларускае народнае адзенне : комплект из 16 открыток. — Мінск : Беларусь, 1981.
• Беларускі нацыянальны касцюм : 7 буклетов-плакатов. — Мінск : Полымя, 1988-1992.
• Народны касцюм Чачэрска і ваколіц. — Мінск : Бел. iн-т праблем культуры, 1994.
• Песні і строі Піншчыны [у суаўтарстве з Васілём Ліцвінкам і Уладзімірам Раговічам]. — Мінск, 1994.
• Беларускае народнае адзенне : серия из 12 почтовых марок и 3 открыток. — Мінск : РДА «Белпошта», 1995-1997.
• Беларускія народныя крыжы : манаграфія [укл. Дз. Раманюк]. — Вільнюс : Дз. Раманюк і Наша ніва, 2000.

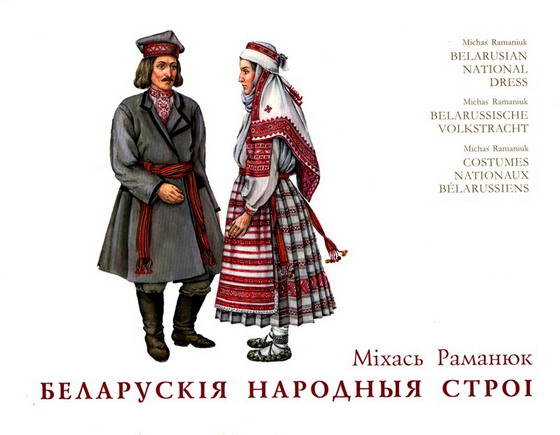
Обложка книги Михаила Романюка «Беларускія народныя строі»

• Беларускія народныя строі : [укл. Дз. Раманюк]. — Мінск : Дз. Раманюк, 2003. 
• Беларускія народныя строі . – [Перавыд.]. — Мінск : Дз. Раманюк, 2014.
Графические работы М. Романюка и эскизы театральных, народных, сценических костюмов сегодня хранятся в собраниях Национального художественного музея Беларуси, Музея декоративного искусства России, Национального музея истории театральной и музыкальной культуры Беларуси, в музеях Могилева, Витебска, Бреста, Молодечно, Орши, в коллекциях в США, Канаде, Италии, Нидерландах, Франции и других странах.

## Публикации
В научных, художественных и периодических изданиях: «Помнікі мастацкай культуры Беларусі», «Помнікі культуры і гісторыі Беларусі», «Помнiкi старажытна-беларускай культуры. Новыя адкрыццi», «Беларускі каляндар», серыя «Памяць. Гісторыка-дакумэнтальныя хронiкі Пружанскага, Ляхавіцкага раёна», «Выяўленчае мастацтва Беларусі», «Народные мастера. Традиции, школы;
в журналах: «Мастацтва Беларусi», «Бярозка», «Беларусь», «Маладосць», «Мода-74», «Спадчына», «Беларуская мова i лiтаратура ў школе», «Совецкая женщина»;
в газетах: «Літаратура і мастацтва», «Вечерний Минск», «Голас Радзімы», «Сельская газета»;
статьи и фотографии в энциклопедиях «Беларуская савецкая энцыклапедыя», «Энцыклапедыя літаратуры і мастацтва Беларусі», «Этнаграфія Беларусі», «Энцыклапедыя гiсторыi Беларусi», «Традыцыйная мастацкая культура Беларусі;
публикации в сборниках материалов конференций и каталогах художественных выставок.

## Галерея
Марки Республики Беларусь с рисунками народных костюмов различных районов Беларуси, созданные Михаилом Романюком:

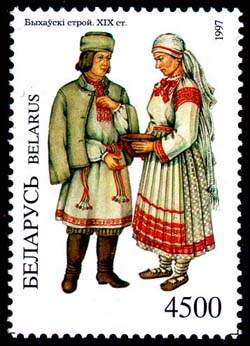
Быховский строй
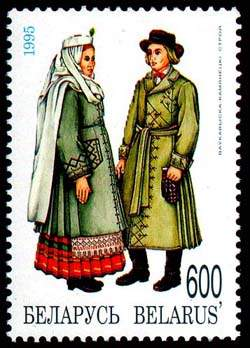
Волковыско-Каменецкий строй
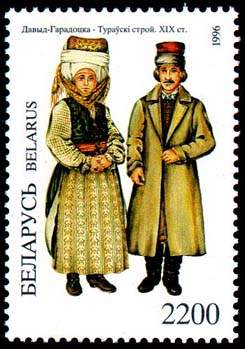
Давид-Городокский и Туровский строй
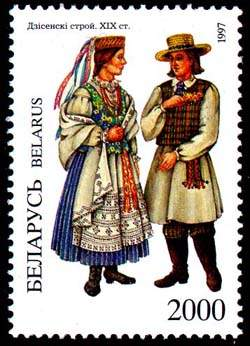
Дисненский строй
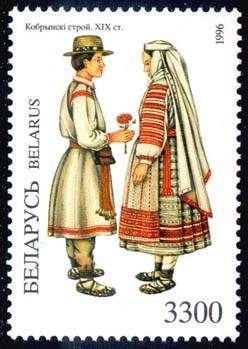
Кобринский строй
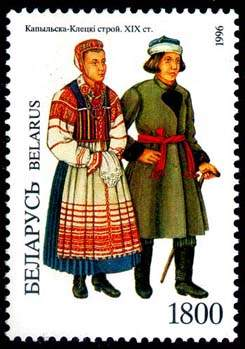
Копыльско-Клецкий строй
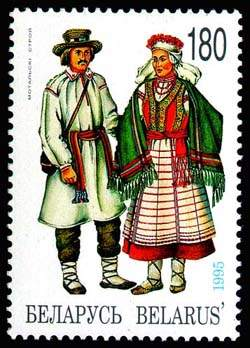
Мотольский строй
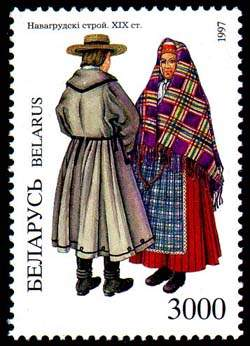
Новогрудский строй
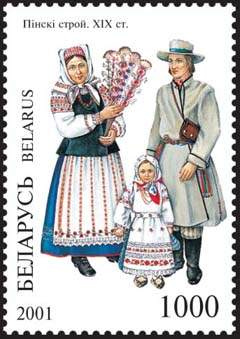
Пинский строй
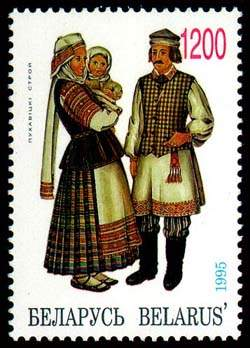
Пуховичский строй
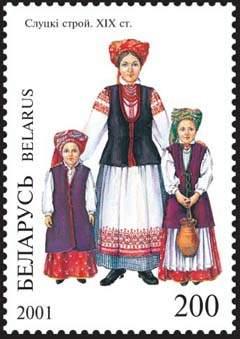
Слуцкий строй